# Davis megye (Utah)
Davis megye az Amerikai Egyesült Államokban, azon belül Utah államban található. Megyeszékhelye Farmington, legnagyobb városa Layton. Lakosainak száma 362 679 fő (2020. április 1.). Davis megye Weber, Salt Lake, Morgan, Tooele és Box Elder megyékkel határos.

## Népesség
A megye népességének változása:
| Lakosok száma | 307 778 | 311 812 | 315 781 | 322 094 | 336 043 | 362 679 |
|               | 2010    | 2011    | 2012    | 2013    | 2015    | 2020    |